# Sherpas
Pour les articles homonymes, voir Sherpa (homonymie).
Le peuple sherpa est un groupe ethnique originaire du Tibet. En tibétain, shar désigne l'« est » et pa est un suffixe qui signifie « peuple » : d’où le mot Sharpa ou Sherpa, désignant ceux qui viennent de l'est. Il y a environ 500 ans, les Sherpas ont quitté la province du Kham, située dans l'Est du Tibet (bouddhiste), pour venir s'établir dans les hautes vallées himalayennes du Népal, notamment dans la vallée de Khumbu.
Les Sherpas sont au nombre de 154 622 selon les données du recensement de 2001. Ils font partie d'un groupe plus vaste, qui habite tout le long de la frange nord du Népal à la frontière du Tibet, que l'on désigne par le terme « Bothia » en népali, lequel sert à identifier ceux qui viennent du Tibet (Both), par delà l'Himalaya.
Pour les Occidentaux, le terme sherpa, employé comme nom commun, désigne aussi les porteurs (20-30 dans une expédition) et les guides (4 ou 5), habituellement tous de l'ethnie Sherpa, qui aident les alpinistes sur les sommets himalayens ; ainsi que, par extension, en diplomatie, les hommes et femmes de l'ombre qui portent les documents et préparent les grandes réunions internationales de dirigeants.

## Histoire
Les Sherpas actuels sont un groupe humain d'ethnie tibétaine vivant à haute altitude (entre 2 600 et 4 400 mètres environ) dans les montagnes himalayennes du nord-est du Népal. Ils constituent une des nombreuses minorités ethniques qui habitent ce pays. Leurs ancêtres émigrèrent au Népal depuis la région du Kham dans le nord-est du Tibet, à la fin du XVe siècle et au début du XVIe siècle. Poussés par les luttes politico-sociales, les litiges religieux et les invasions mongoles secouant alors le Tibet, ils gagnèrent le sud et franchirent l'Himalaya par les cols donnant accès au Népal oriental, notamment le Lamjura La et le Nangpa La. Ils débouchèrent dans les hautes vallées de la Dudh Kosi. Certaines familles s'établirent au pied de l'Everest tandis que d'autres se fixèrent plus au sud. Arrivant par vagues successives, d'autres groupes tibétains vinrent grossir les rangs des premières communautés tribales sherpas et repoussèrent les limites de leur habitat en migrant dans d'autres vallées.
Une étude génétique publiée en 2017 a montré que les Sherpas sont une population remarquablement isolée, avec peu de flux de gènes provenant des populations népalaises environnantes.

## Habitat

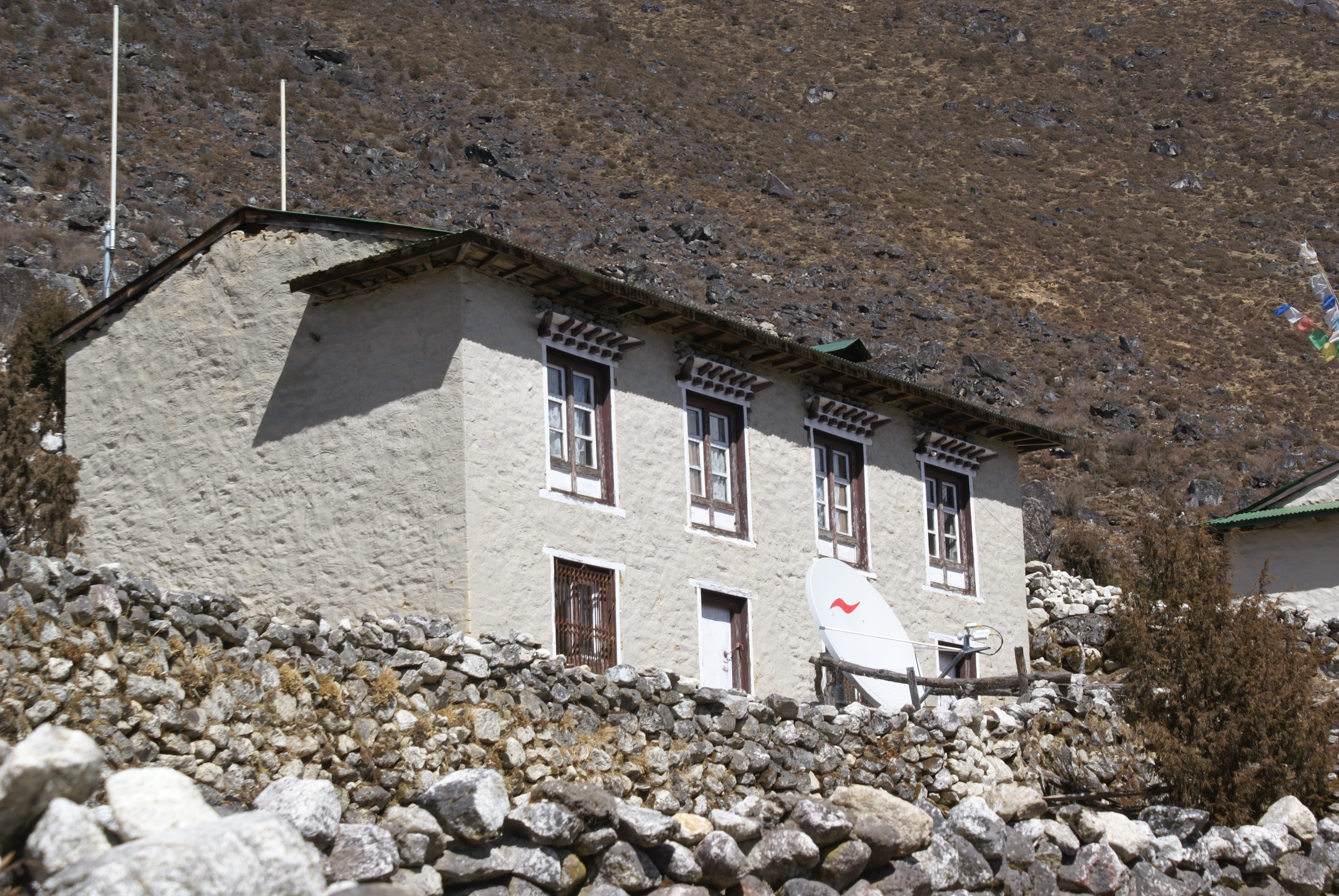
Habitat d'architecture traditionnelle sherpa, avec des aménagements modernes (toit métallique).

L'habitat des Sherpas présente des conditions de vie parmi les plus rudes au monde. Les conditions climatiques y sont rigoureuses en raison des altitudes extrêmes. Le relief est très accidenté. Il n'y a pas de route, uniquement des sentiers reliant les villages les uns aux autres. Les Sherpas doivent marcher pour se déplacer. Le transport des marchandises est effectué à dos d'hommes ou à l'aide d'animaux de bât, notamment le yack et le dzo (croisement entre zébu et yack).
Les Sherpas habitent principalement les régions du Khumbu (la région la plus au nord, la plus élevée et la plus froide), du Solu (la plus au sud, la plus basse et la moins froide) et du Pharak (une vallée intermédiaire) au Népal. D'importantes communautés sherpas sont également établies dans les régions adjacentes, notamment dans les vallées du Langtang (à proximité de la frontière tibétaine, au nord de Katmandou), du Rolwaling (à l'ouest du Khumbu), de l'Helambu (plus à l'est) et de l'Arun (encore plus à l'est).
Les principaux villages sherpas sont situés au Khumbu, lequel constitue le véritable cœur du pays sherpa. Les Sherpas y sont nettement majoritaires. Namche Bazar (les Sherpas disent Naujie ou Nauche), comptant un peu plus de cent habitations, est le plus peuplé. Citons aussi Thame, Khunde, Khumjung, Phortse, Pangboche. Pangboche serait le plus ancien village sherpa au Népal. Il aurait été construit il y a plus de 300 ans. Au nord de ces villages, plus haut en altitude, se trouvent des kharka, zones de hauts pâturages comportant quelques habitations temporaires et quelques lodges (petites auberges rustiques destinées aux touristes de passage).
Malgré leur nombre restreint, les Sherpas se retrouvent également dans d'autres régions du Népal, surtout à proximité des hauts sommets et dans les centres touristiques disposant d’une industrie hôtelière importante. Ils sont nombreux à Katmandou et à Pokhara, près du massif de l’Annapurna dans le centre-ouest du Népal. Des communautés sherpas importantes occupent la vallée de l'Arun près du Makalu, dans le nord-est du Népal. Hors Népal, en Inde notamment, des communautés sherpas sont établies dans les régions de Darjeeling, de Kalimpong de même que dans l’État indien du Sikkim.

## Mode de vie

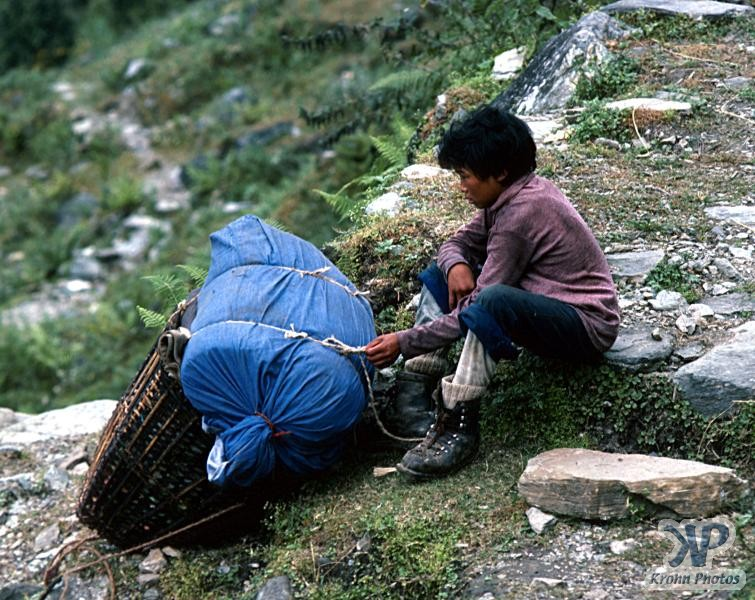
Un Sherpa du Népal avec son sac, en 2005.

Les Sherpas sont traditionnellement paysans, éleveurs, commerçants et, depuis les années 1950, guides de montagne. La plupart des familles sherpas possèdent quelques champs, plutôt de petite dimension, dont l'un est attenant à leur maison. Les autres se trouvent souvent à des distances importantes. Ce morcellement de la terre est principalement dû aux règles régissant l'héritage[Lesquelles ?].
Les Sherpas vivent d'une agriculture de subsistance. Dans le Solu, ils sont principalement cultivateurs, les conditions climatiques permettant des cultures variées. Plus au nord, dans le Khumbu, ils font l’élevage du yack. Ils cultivent l’orge, le blé, le sarrasin et la pomme de terre. Cette dernière fut introduite au Khumbu au XIXe siècle. Du fait que l’on peut la cultiver à des altitudes supérieures à celles des céréales nordiques, la patate a passablement modifié le mode de subsistance des Sherpas. L'été, les Sherpas conduisent leurs bêtes dans les alpages d'altitude (kharka). Les familles y disposent la plupart du temps d'une cabane rudimentaire (la yersa) pour s'abriter durant leur séjour à la kharka.
Les expéditions vers les hauts sommets himalayens et les grandes randonnées dans les pistes d’approche de ces sommets ont ouvert de nouvelles possibilités aux Sherpas. Ceux-ci pratiquent désormais en grand nombre les métiers de la montagne en accompagnant les membres des expéditions vers les sommets de même que les trekkeurs dans les sentiers du pays sherpa. Ces métiers sont venus compenser l'importante diminution de revenu liée à la réduction du commerce du sel tibétain, à la suite de l’annexion du Tibet par la Chine.

## Langue
Les Sherpas parlent le sherpa, une langue tibétaine rattachée à la famille des langues tibéto-birmanes,

## Société
Leur organisation sociale est basée sur le clan patrilinéaire. L'autorité au sein de la famille relève du père. La règle de filiation est donc paternelle : en l'absence du père, l'autorité sur les enfants est exercée par un membre du clan paternel, habituellement son frère aîné. Les clans sont exogames : un Sherpa ne peut épouser une personne appartenant à son propre clan. La société sherpa compte de nos jours une vingtaine de clans dont les Punassa, les Lhurka, les Paldorjee, les Nawa, les Chappa, etc.

### Stratification sociale
Il n'y a pas à parler de régime de castes, comme c'est le cas chez les hindous. La société est néanmoins hiérarchisée. Les plus anciens clans sont considérés comme supérieurs aux clans regroupant ceux arrivés au cours du XVIIIe siècle. Les immigrants d'origine tibétaine plus récents forment une « caste » inférieure considérée impure. Les membres de ce groupe exercent souvent des métiers qui sont interdits aux Sherpas : ceux de forgeron (kami) et de boucher (yiawa) notamment. La prépondérance du clan tend à diminuer au sein de la société sherpa proprement dite, la richesse devenant de plus en plus le critère de différenciation sociale.

### Inégalités sociales
Comme la quasi-totalité de celles présentes dans notre monde, la société sherpa est inégalitaire. Autrefois, les familles les plus riches étaient celles qui possédaient les plus vastes troupeaux de yacks. Plusieurs habitaient notamment la région de Khumjung et Khunde, deux villages voisins au nord de Namche Bazar. Ces villages sont toujours habités par des familles relativement aisées. La société sherpa compte désormais de nouveaux riches. Plusieurs Sherpas ont su profiter de l'essor du tourisme pour se lancer en affaire et ont fort bien réussi : propriétaires d'auberges, de restaurants, d'agences de trekking, guides de montagne, etc. Le fossé entre les riches et les pauvres s'est accentué. À côté des propriétaires prospères, de nombreuses familles sherpa vivent dans une pauvreté extrême, surtout en dehors des circuits fréquentés par les touristes.

### Famille
La Sherpani (femme sherpa) est assujettie à son époux. Elle s'occupe des tâches ménagères, de l'éducation des enfants et des cultures en l'absence du mari. Elle gère souvent les dépenses du logis. Avec l’avènement du trekking, de nombreux Sherpas ont ouvert une petite auberge ou ont converti une partie de leur maison en lodge pour héberger les trekkeurs. Durant la saison touristique, au printemps et à l'automne, lorsque le mari part à la montagne, la Sherpani assume l'entière responsabilité du foyer et assure le fonctionnement de la petite auberge ou du lodge.
Les parents sherpas sont très permissifs en ce qui a trait à l'éducation des enfants. Les enfants se voient par ailleurs confier des responsabilités très tôt dans la vie. Ils doivent exécuter les corvées d'eau et de bois de chauffage. On voit souvent les fillettes porter un jeune enfant de la famille dans une sorte de poche en tissu accrochée à leur dos. Les jeunes garçons apprennent tôt à prendre soin des yacks. Vers la fin de l'adolescence, nombreux sont ceux qui partent dans les hauts pâturages pour y faire paître les yacks durant la saison estivale.
Traditionnellement, bien que ce ne soit pas strictement pratiqué, le prénom attribué aux hommes correspond souvent au jour de la semaine où ils sont nés : Dawa (lundi) ; Mingmar (mardi) ; Lhakpa (mercredi) ; Phurbu (jeudi) ; Pasang (vendredi) ; Pemba (samedi) ; Nyima (dimanche). Les Sherpas ont pour patronyme, le nom de leur ethnie. Afin de se distinguer entre eux, puisque nombreux sont ceux qui portent le même nom, les Sherpas ont l'habitude de préciser le lieu de résidence de la personne qu'ils veulent désigner : Mingma Sherpa de Pangboche ou Pasang Sherpa de Khumjung par exemple.

## Religion

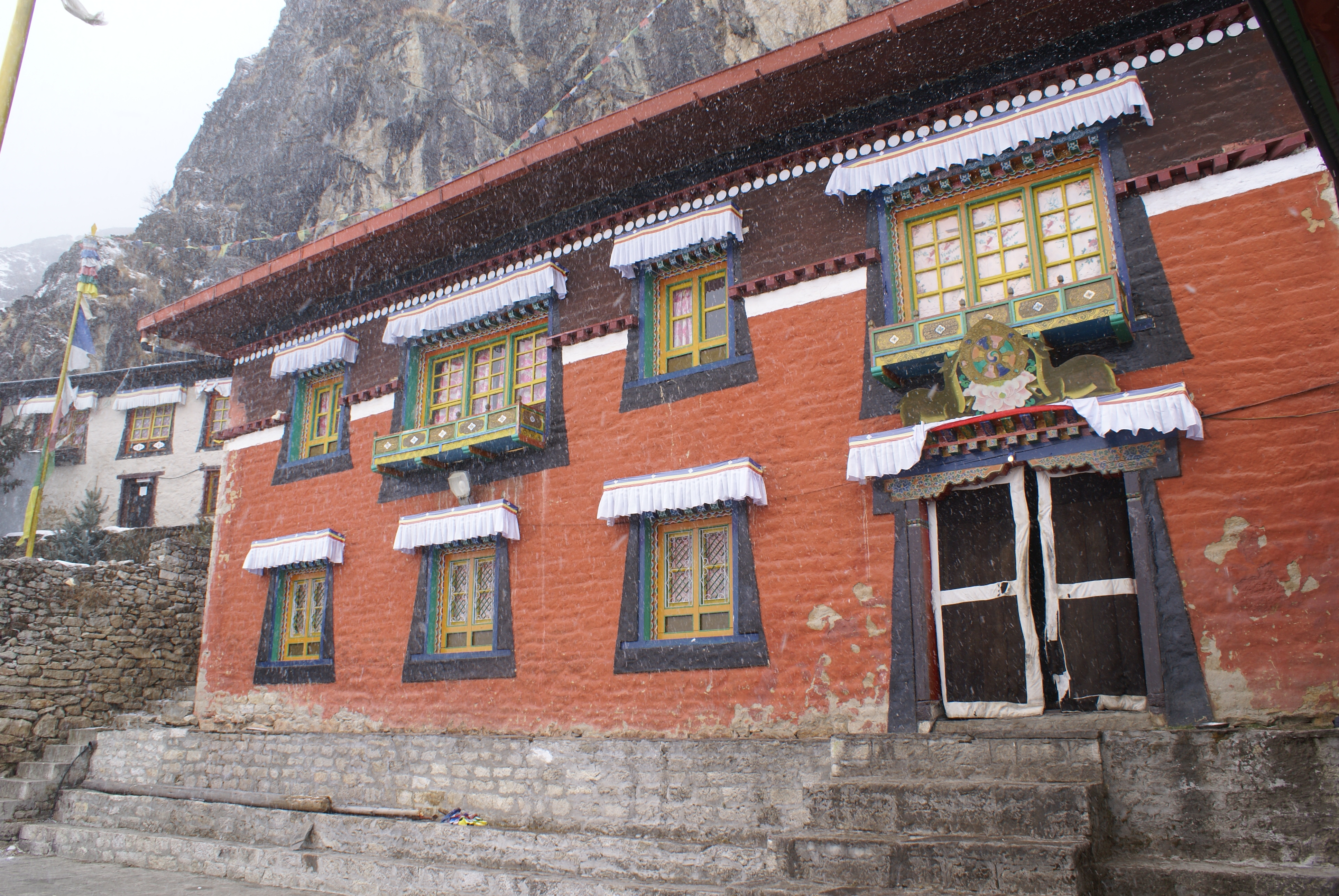
Thame Gompa, l'un des nombreux monastères sherpas.

Les Sherpas pratiquent le bouddhisme tantrique rattaché à l’école Vadjrayana et Mahayana, parfois appelé bouddhisme tibétain ou lamaïsme. Plus précisément il s'agit de l'école Nyingma du bouddhisme tibétain. Cette forme de bouddhisme se caractérise par ses nombreuses divinités et par un ensemble de rituels faisant largement appel au mouvement et au son, ce qui lui confère un caractère quelque peu ésotérique. Ayant conservé des rudiments de la vieille religion bön prébouddhique, le bouddhisme des Sherpas comporte de nombreuses superstitions et la croyance en un monde d'esprits malveillants, d'où le recours à des pratiques chamaniques ayant notamment pour but d’amadouer les mauvais esprits, cause de maladie et de mauvaise fortune.
Les chamans seraient très peu nombreux désormais dans les communautés sherpas et leur influence ne serait plus très probante, notamment en raison de la campagne menée contre le chamanisme par la communauté monastique bouddhiste à partir du milieu du XXe siècle.

### Lamas
Dans cette forme de bouddhisme, les prêtres sont des lamas. Ils vivent dans des monastères (gompa). Les moines qui ont prononcé leurs vœux de célibat sont désignés par le terme gelung. Quant aux moines novices, ils sont nommés chade. Chaque monastère est dirigé par un lamache (Grand Lama).
Le clergé compte aussi des lamas de village. Ce sont des paysans, la plupart du temps mariés, ayant acquis quelques connaissances religieuses dans un monastère ou auprès d'un autre lama. Les Sherpas respectent autant les lamas de village que les lamas des monastères. Comme les lamas, les lamini peuvent être nonnes ou mariées. Elles ne sont cependant pas autant considérées que les lamas dans la communauté.
Les lamas des monastères se réunissent quotidiennement pour assister aux offices religieux pendant lesquels ils récitent en chœur des mantras, tout en faisant tourner leurs moulins à prières, tandis que retentissent coups de tambour, de gong et de cymbale. De longues heures sont également consacrées à l'étude de la philosophie et des textes sacrés.

### Cérémonies et fêtes
Les lamas procèdent à de nombreuses cérémonies de prières à l'égard de tout ce qui fait partie du cadre de vie des Sherpas : bénédiction des maisons, des troupeaux, des récoltes, prières lors des décès pour aider l'âme du mort à trouver le chemin de sa future réincarnation, etc.
Ils organisent les grandes fêtes religieuses qui sont en même temps l'occasion de réjouissances pour l'ensemble de la communauté. Les paysans sont alors appelés à assister aux cérémonies hautes en couleur où des moines-danseurs, portant habits d’apparat et masques, personnifient dieux et démons dans des chorégraphies sophistiquées ayant pour but de rappeler la victoire du bien sur le mal. La fête religieuse la plus spectaculaire est le Mani Rimdu. Elle se tient chaque printemps à Thame et à l'automne à Tengboche (Tyangboche), où se trouve le monastère le plus illustre du pays sherpa. L'été a lieu le Dumje à Pangboche. Losar, le jour de l'an tibétain, est également fêté par les Sherpas.

### Ferveur religieuse
Les paysages du pays sherpa portent la marque de la ferveur religieuse des habitants. Des reliquaires (chörten) contenant les restes de religieux, des objets leur ayant appartenu ou tout simplement des objets sacrés, se dressent sur les cols de montagne ou gardent l'entrée des villages. Le long des sentiers, des pierres gravées de prières ou d'illustrations à connotation religieuse (mani) sont entassées pour former de longs murets. Accrochés aux maisons, aux monuments religieux et au sommet des cols, flottent au vent des drapeaux à prières, petites pièces d’étoffe multicolores imprimées de prières, placées côte à côte sur des cordes. Au bord des ruisseaux et des rivières, de gros moulins à prières, en forme de cylindres gravés de mantras, tournent sous l'action de l'eau des torrents qui dévalent les pentes. Des moulins à prières de plus petite taille sont également souvent alignés en rangée et encastrés dans les murs des bâtiments et monuments religieux. Les faire tourner de la main droite dans le sens des aiguilles d’une montre équivaut à prier pour les Sherpas. Ces objets ne sont pas de simples décorations religieuses. Actionnés par le vent ou l'eau, ils servent à transmettre les prières qui y sont inscrites vers l'au-delà. Lorsque l'objet n'est pas mû par une force naturelle, le mouvement du passant qui le contourne remplit la même fonction. Contourner un chörten est l'équivalent d'une prière. De même, contourner un mur mani équivaut à réciter toutes les prières qui sont inscrites sur les pierres qui y sont entassées. En pays sherpa, les monuments religieux doivent toujours être contournés par la gauche, afin qu'ils soient situés à droite, le côté gauche étant considéré comme impur.
Le bouddhisme des Sherpas postule la réincarnation des êtres. La qualité de la prochaine incarnation dépend du karma, c'est-à-dire des mérites obtenus par la somme des bonnes et mauvaises actions dans la présente vie et les vies antérieures. Les prières sont méritoires. Aussi les Sherpas utilisent-ils des objets qui « prient » mécaniquement pour accroître leurs mérites en vue d’une bonne réincarnation.
Lors de l'escalade d'une montagne, la plupart des guides sherpa emportent avec eux des drapeaux à prières ou autres objets religieux pour les y déposer au sommet et remercier les divinités de leur aide et protection pendant le trajet.

## Alimentation
Les Sherpas élèvent le yak (yack), ils en sont d'ailleurs très fiers. Ils l'élèvent pour sa chair, sa laine, sa peau, son lait (baratté pour en faire du fromage et du beurre) et sa bouse.
Anciennement, les Sherpas se nourrissaient uniquement des quelques produits de leurs maigres cultures et plus rarement de leur élevage : farine de sarrasin et d'orge, quelques variétés de légumes et exceptionnellement un peu de viande. Avec l’orge grillée additionnée d’eau ou de thé salé, parfois enrichi de beurre de yack, on préparait la tsampa, le mets traditionnel tibétain, consistant en une sorte de purée dense. Avec l'orge et le sarrasin, on préparait aussi des chapati, une sorte de pain en galette cuit dans une poêle. Les jours fastes, de petits morceaux de viande mélangés aux plats agrémentaient les repas.
Si la tsampa compte toujours parmi les plats préparés par les Sherpas, la pomme de terre l'a remplacée comme aliment de base. Utilisée de différentes façons, elle a permis de varier les menus. Les Sherpas apprécient notamment le gurr, une galette de pomme de terre aux épices que l’on mange avec du fromage. Le shakpa, est une sorte de potage aux légumes auquel on ajoute des boulettes de pâte spongieuses. Le chuchif, un fromage séché coupé en cubes très durs, est aussi très apprécié. Les momo (kothe), un plat typiquement tibétain fait de raviolis farcis de viande ou de légumes cuits à la vapeur ou frits, est servi certains jours de fête ou encore pour honorer un invité. Quelques légumes cultivés sur place viennent agrémenter les plats de base : choux, oignons, radis et quelques autres variétés. Les familles plus aisées peuvent se procurer diverses denrées aux marchés : viande de brebis séchée, pâtes, lait en poudre, huile, œufs, biscuits, farine, etc.
Le riz, acheminé des collines, est particulièrement apprécié, mais toutes les familles ne peuvent se le permettre car il coûte cher. Il est par ailleurs proposé aux touristes sous forme de dal bath, où il est mélangé avec une soupe de lentilles ou de légumes. Il en va de même pour la viande, car elle est rare. Les bouddhistes répugnent à tuer des animaux. La viande de yack est appréciée mais en général, seuls les vieux animaux ou ceux qui sont victimes d’un accident sont consommés. Parfois des animaux sont tués pour faire boucherie par un « étranger » appartenant à une catégorie ou « caste » jugée impure par les Sherpas.
Les Sherpas sont friands de thé tibétain au beurre rance (sucha), aussi appelé fecha. Ils fabriquent le chang, une sorte de bière à base d'orge dont la teneur en alcool est relativement faible, de même que l’arak (rakshi en népali), un alcool beaucoup plus corsé.

## Hygiène et santé
Hormis ceux qui travaillent dans le tourisme, les Sherpas ne sont guère préoccupés par les règles d'hygiène. À leurs yeux, les maladies sont l'œuvre des forces occultes. Gravement malade, le Sherpa appelle un amchi (guérisseur) ou un lama, lesquels, moyennant finances, procèdent à un rituel pour chasser le mal. Sur une blessure importante, les Sherpas se contentent d'appliquer un mélange de beurre et d'herbes cueillies dans la montagne.

## Métiers de la montagne

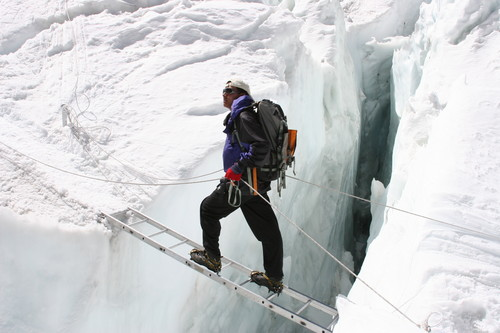
L'accompagnateur Pem Dorjee traversant une crevasse de glacier.

Avant l'arrivée des premiers alpinistes occidentaux au Népal, la conquête des hauts sommets himalayens ne constituait pas une préoccupation pour les Sherpas. Les expéditions alpines ont rapidement modifié le rapport qu'entretenaient les Sherpas avec la « demeure des dieux ». Vivant au pied des hauts sommets, étant forts, courageux, endurants physiquement et habitués aux difficultés que pose la vie en haute montagne, ils ont vite été remarqués et appréciés par les Occidentaux désireux de conquérir les sommets himalayens. Grâce à leur esprit d'entreprise, les Sherpas n'allaient pas manquer d'exploiter cette nouvelle possibilité.

### Une réputation internationale

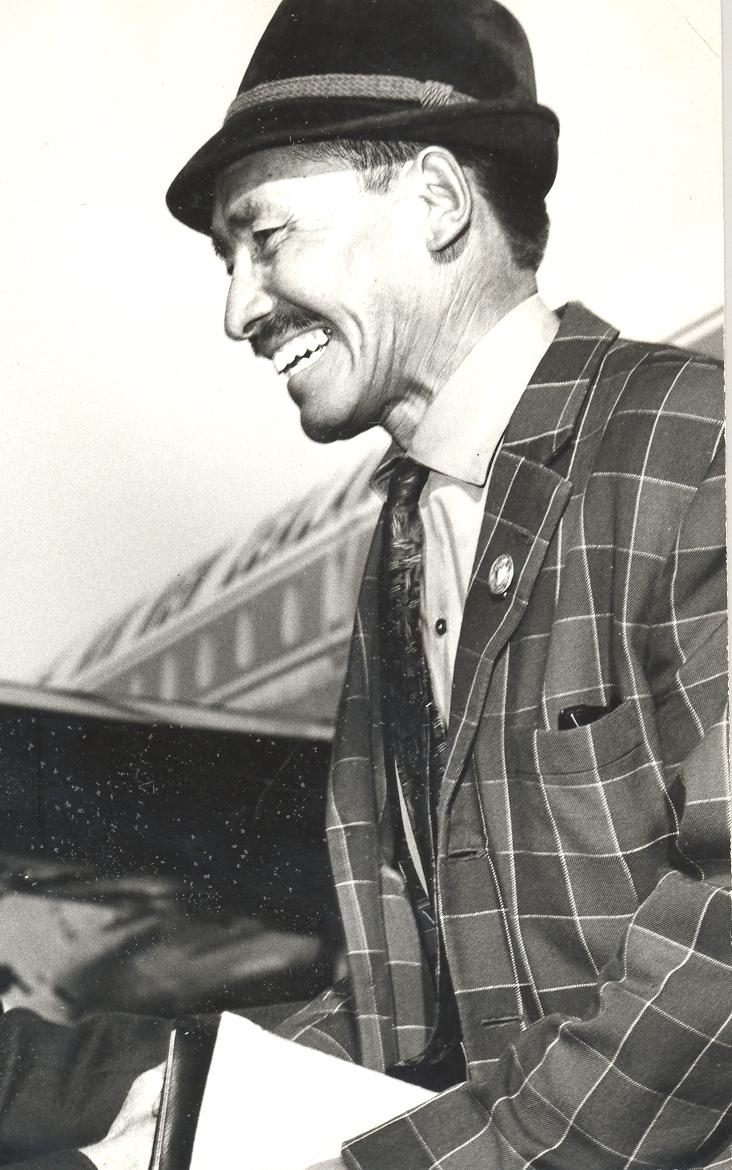
L'alpiniste Tenzing Norgay vers 1971.

Durant l'âge d'or de l'himalayisme, alors que les expéditions alpines se succédaient et que les cordées montaient à l'assaut des plus hauts sommets du monde, les Sherpas se sont avérés des accompagnateurs incontournables. Ils se sont rapidement taillé une réputation internationale dans l'univers de l'escalade et de l'alpinisme. Élisabeth Revol, qui grimpe parfois en solo et toujours en style alpin, écrit : « Les porteurs d'altitude installent les camps, acheminent souvent toute la logistique. J'éprouve un profond respect pour la communauté des sherpas, ces forces de la nature, qui travaillent sans bruit et sans relâche sur la montagne. Aux petits soins pour les clients, ils mettent tout en place pour garantir le succès. »
Les Sherpas, exposés à la haute altitude depuis des générations, auraient développé des mécanismes physiologiques d’acclimatement génétique : augmentation de la surface alvéolaire et hémoglobine particulière. Leur capacité pulmonaire s’en trouverait donc accrue.
Leurs prestations ont tellement marqué le monde de la haute montagne que, de nos jours, le terme « sherpa » est abondamment utilisé, incorrectement d’ailleurs, pour désigner ceux qui pratiquent les métiers de la montagne puisque cette ethnie n'est pas la seule à pratiquer cette profession qui compte également des Tamangs, des Gurungs ou encore des Kshatriyas (ou Chhetris) notamment,.

### Métiers de la montagne et emplois connexes
La plupart des « porteurs d’altitude » accompagnant les expéditions alpines sur les hauts sommets appartiennent effectivement à l’ethnie Sherpa. Les guides de montagne sont également la plupart du temps des Sherpas. Ces derniers ont cependant graduellement délaissé la fonction de porteur au sein des randonnées de trekking. Ils y ont été remplacés par des Népalais appartenant notamment aux ethnies Raï, Tamang et Gurung. Des gens de caste des collines pratiquent aussi le métier de porteur. Les Sherpas exercent habituellement les fonctions les mieux rémunérées dans l’échelle des métiers de la montagne : sirdar (chef des équipes népalaises accompagnant les expéditions), guide de montagne, porteur d’altitude et cuisinier.
En marge de leur implication dans les métiers de la montagne proprement dits, de nombreux Sherpas exercent des emplois connexes. Plusieurs sont propriétaires d'agences organisant des expéditions alpines et surtout des randonnées de trekking. Le trekking est devenu une véritable industrie au Népal. Ces agences sont principalement situées à Katmandou et Pokhara. Les agences de voyages internationales spécialisées dans le voyage d'aventure traitent souvent avec ces agences népalaises locales pour l'organisation de la logistique des circuits de trekking qu'ils proposent à leurs clients. Les Sherpas sont ainsi devenus une courroie quasi incontournable dans l'alpinisme himalayen.

## Sherpas célèbres

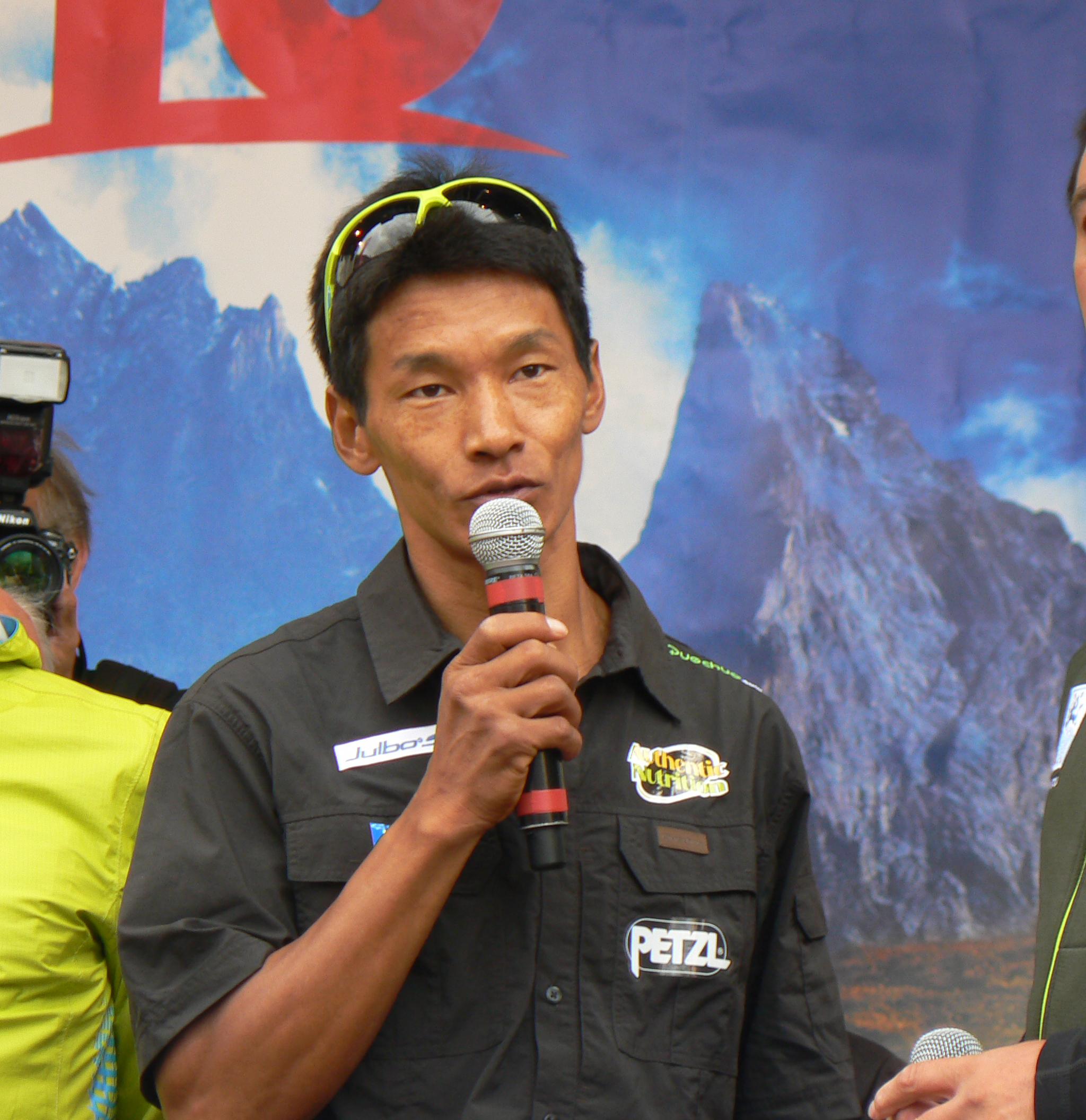
Le coureur Dawa Dachhiri Sherpa en 2012.

Le Sherpa le plus connu est Tenzing Norgay. Faisant équipe avec Edmund Hillary, ils ont les premiers conquis l’Everest en mai 1953.
Babu Chiri Sherpa a établi le record de la plus longue période de temps passée au sommet de l’Everest sans oxygène. Le 6 mai 1999, il y est resté 21 h 30, surprenant tous les experts qui ne croyaient pas l’homme capable de s’exposer aussi longtemps dans un environnement aussi pauvre en oxygène.
Deux Sherpas, Pemba Dorjie et Lhakpa Gelu, ont concouru afin de savoir lequel des deux pouvait escalader le mont Everest le plus rapidement à partir du camp de base. Le 23 mai 2003, Dorjie réussit l’escalade en 12 h 46. Trois jours plus tard, Gelu battit son record de 2 heures, arrivant en 10 h 46. Le 21 mai 2004, Pemba Dorjie améliora encore le record par plus de deux heures, avec un temps total de 8 heures et dix minutes. Ce nouveau record a d'abord été contesté par ses concurrents. Après enquête, le Ministère du Tourisme népalais l'a confirmé.
Parvenu 30 fois au sommet, Kami Rita Sherpa détient le record du plus grand nombre d'ascensions réussies sur l’Everest. Après une première escalade réalisée le 13 mai 1994, il bat le record le 16 mai 2018 (22e ascension), puis finit par établir les 12 et 22 mai 2024 respectivement ses 29e et 30e ascensions avec succès.
Dawa Dachhiri Sherpa est un coureur d'ultra-trail de haut niveau, vainqueur de nombreuses courses en montagne dont l'Ultra-Trail du Mont-Blanc.